# مختبر على رقاقة
مختبر على رقاقة أو معمل على رقاقة (بالإنجليزية: (lab-on-a-chip (LOC)‏) هو جهاز يجمع بين وظيفة أو عدة وظائف المختبر على رقاقة واحدة من ملليمتر فقط إلى بضعة سنتيمترات مربعة من حيث الحجم.
ويتعامل مع تداول كميات صغيرة جدًّا من السوائل إلى أقل من بيكو ليتر.
أجهزة المختبر على رقاقة هي مجموعة فرعية من الأنظمة الكهروميكانيكية الدقيقة، وكثيرًا ما يشار إليه ب «نظام التحليل الكلي الدقيق» (بالإنجليزية: Micro Total Analysis Systems)‏(μTAS) كذلك.
- مختبر على رقاقة هو مصطلح أوسع نطاقًا الذي يصف أيضًا تدفق أجهزة التحكم الميكانيكية مثل المضخات والصمامات أو أجهزة الاستشعار مثل مقياس الجريان flowmeters ومقياس اللزوجة.